# Дейкр Монтгомері
Дейкр Кейд Монтґомері-Гарві (англ. Dacre Kayd Montgomery-Harvey; нар. 22 листопада 1994, Перт, Австралія) — австралійський кіноактор. Найбільш відомий роллю Джейсона Лі Скотта (Червоний Рейнджер) у фільмі «Могутні рейнджери», а також роллю Біллі Гарґроува у серіалі «Дивні дива».

## Життєпис
Народився 22 листопада 1994 року. 
Він ріс в австралійському місті Перт. Його мати з Канади, а батько з Нової Зеландії. Вони зустрілися в Перті, коли обидва були на зйомках. У Дакре також є сестра, яка молодша за нього на 12 років.

## Кар'єра
Кар'єра Монтгомері почалася в 2010 році з ролі Фреда в короткометражному фільмі «Бертран Грізний». У 2011 році грав у пілотному епізоді телевізійного серіалу «Сімейне дерево».
У жовтні 2015 року стало відомо, що Монтгомері затверджений на роль Джейсона (Червоний Рейнджер) у фільмі «Могутні рейнджери».
Він також знімався в австралійській комедії «Післявесільний розгром» в ролі Майка.
У 2016 році Монтгомері приєднався до акторського складу другого сезону науково-фантастичного серіалу «Дивні дива» каналу Netflix.
У 2015 році так само знімався у кліпі на пісню «Old Souls» австралійської групи Make Them Suffer.
У 2017 році Дакре знявся в кліпі «Chateau» австралійського дуету Angus & Julia Stone.

## Фільмографія
| Рік         | Назва                  | Назва в оригіналі     | Роль                                 | Примітки               |
| ----------- | ---------------------- | --------------------- | ------------------------------------ | ---------------------- |
| 2010        | Бертран Грізний        | Bertrand the Terrible | Фред                                 | Короткометражний фільм |
| 2011        | Родинне Дерево         | Family Tree           | Вілл                                 | Пілот ТБ               |
| 2016        | Дивись на всі боки     | Better Watch Out      | Джеремі                              |                        |
| 2016        | Післявесільний розгром | A Few Less Men        | Майк                                 |                        |
| 2017        | Могутні рейнджери      | Power Rangers         | Джейсон Чи Скотт / Червоний рейнджер |                        |
| 2017 — 2022 | Дивні дива             | Stranger Things       | Біллі Гарґроув                       | 19 епізодів            |
| 2022        | Елвіс                  | Elvis                 | Стів Біндер                          |                        |